# Crispín-Nunatak
Der Crispín-Nunatak (spanisch Nunatak Crispín; in Argentinien Nunatak Trenque Lauquen) ist ein Nunatak an der Lassiter-Küste des Palmerlands auf der Antarktischen Halbinsel. Er ragt auf der Smith-Halbinsel auf. 
Chilenische Wissenschaftler benannten ihn nach Crispín Reyes, Offizier an Bord der Esmeralda unter dem Kommando von Arturo Prat in der Seeschlacht von Iquique am 21. Mai 1879. Namensgeber der argentinischen Benennung ist die Stadt Trenque Lauquen in der Provinz Buenos Aires.